# Pseudochoeromorpha lar
Pseudochoeromorpha lar är en skalbaggsart som först beskrevs av Francis Polkinghorne Pascoe 1865.  Pseudochoeromorpha lar ingår i släktet Pseudochoeromorpha och familjen långhorningar.
Artens utbredningsområde är Sarawak. Inga underarter finns listade i Catalogue of Life.